# Paris Match
Paris Match és una revista setmanal francesa d'actualitat nacional i internacional, nascuda el 1949. Pertany al grup de premsa Hachette Filipacchi Médias (HFM), al seu torn filial del grup Lagardère.

## Història
Paris Match va ser creada el 1949 per l'industrial Jean Prouvost i té el seu origen en el setmanari Match, una antiga revista esportiva recuperada el 1938 per Prouvost, i a l'any següent transformada per aquest en una revista d'actualitat. Match deixa de ser publicada durant la Segona Guerra Mundial per reaparèixer el 1949 sota el títol Paris Match. La fórmula de la nova revista s'inspira en el de la nord-americana Life, una revista d'informació sobre l'actualitat amb grans reportatges i nombroses fotos exclusives. El primer número surt a la llum el 25 de març de 1949, amb Winston Churchill en portada. La revista té un gran èxit fins a finals dels anys 60. Després les seves vendes comencen a descendir a poc a poc davant l'aparició de noves publicacions i de la televisió. La seva difusió passa d'1.800.000 exemplars el 1958 a menys de 600.000 el 1975. El 1976, després de ser represa per Daniel Filipacchi, que havia estat fotògraf de la publicació al començament de la seva carrera, i el retorn a la direcció de Roger Thérond, la publicació reprèn el camí de l'èxit i les seves vendes comencen de nou a augmentar.
En l'actualitat, Paris Match és el principal setmanari francès, amb una difusió de pagament a França que sobrepassa els 605.000 exemplars (2006).